# Robert Fassin
Robert Fassin (* 8. Juli 1922 in Paris; † 10. Mai 2019 in Gandelu, Département Aisne) war ein französischer Jazzmusiker (Trompete).

## Leben und Wirken
Fassin war Schüler von Jean Greffin, besuchte das College von André Dabonneville und spielte ab 1943 bei Tony Proteau, mit dem 1946 erste Aufnahmen für Blue Star entstanden („How High the Moon“, „Hey-ba-ba-re-bop“). Er spielte dann als Erster Trompeter im Kino Gaumont, schließlich im Pariser Lido; in den folgenden Jahren arbeitete er in den Orchestern von Alex Renard, Noël Chiboust, Alix Combelle, Charlie Parker/Maurice Mouflard (1950), Claude Bolling, Christian Chevallier, Jerry Mengo, Georges Jouvin, Ray Ventura und Michel Legrand. Des Weiteren wirkte er auch an Aufnahmen von Benny Vasseur, Martial Solal (1958), Eddie Barclay und Fred Gérard mit, ferner bei einer Reihe von Filmmusiken. Im Bereich des Jazz war er laut Tom Lord zwischen 1946 und 1958 an 18 Aufnahmesessions beteiligt.